# Novo Progresso
Novo Progresso is een gemeente in de Braziliaanse deelstaat Pará. De gemeente telt 25.135 inwoners (schatting 2015).

## Aangrenzende gemeenten
De gemeente grenst aan Altamira, Itaituba, Jacareacanga en Guarantã do Norte (MT).